# おかしな求婚
『おかしな求婚』（おかしなきゅうこん、A New Leaf）は1971年のアメリカ合衆国の映画。
ジャック・リッチーの短編小説「The Green Heart」に基づいたブラックコメディ作品で、監督は、脚色と主演も兼ねたエレイン・メイ。その他にウォルター・マッソーなどが出演している。
2019年にはアメリカ国立フィルム登録簿に登録された。

## キャスト
| 役名                     | 俳優                         | 日本語吹替                                   |
| 役名                     | 俳優                         | 東京12ch版                                   |
| ------------------------ | ---------------------------- | -------------------------------------------- |
| ヘンリー・グラハム       | ウォルター・マッソー         | 名古屋章                                     |
| ヘンリエッタ・ローウェル | エレイン・メイ               | 牧野和子                                     |
| アンディ・マクファーソン | ジャック・ウェストン         | 細井重之                                     |
| ハロルド                 | ジョージ・ローズ             | 八奈見乗児                                   |
| ハリーおじさん           | ジェームズ・ココ             | 加藤正之                                     |
| トラガート夫人           | ドリス・ロバーツ             |                                              |
| シャロン・ハート         | レニー・テイラー             |                                              |
| ベケット                 | ウィリアム・レッドフィールド |                                              |
| ボーモン                 | グラハム・ジャーヴィス       | 藤城裕士                                     |
| ハインリッヒ教授         | コンラッド・ベイン           |                                              |
| スミス                   | ウィリアム・ヒッキー         |                                              |
| 不明 その他              |                              | 千田光男 西村知道 荘司美代子 黄恵華 戸部光代 |
|                          |                              |                                              |
| 演出                     | 演出                         | 蕨南勝之                                     |
| 翻訳                     | 翻訳                         | 小川裕子                                     |
| 効果                     |                              |                                              |
| 調整                     |                              |                                              |
| 制作                     | 制作                         | 東北新社                                     |
| 解説                     |                              |                                              |
| 初回放送                 | 初回放送                     | 1977年6月30日 『木曜洋画劇場』               |

## スタッフ
- 監督・脚本：エレイン・メイ
- 原作：ジャック・リッチー
- 製作：ジョー・マンデューク
- 撮影：ゲイン・レシャー
- 編集=ドン・ガイデス、フレドリック・スタインカンプ
- 音楽：ニール・ヘフティ

## 受賞歴
| 年   | 賞                         | カテゴリー                              | 候補           | 結果       |
| ---- | -------------------------- | --------------------------------------- | -------------- | ---------- |
| 1971 | 第29回ゴールデングローブ賞 | 作品賞 (ミュージカル・コメディ部門)     | 当作           | ノミネート |
| 1971 | 第29回ゴールデングローブ賞 | 主演女優賞 (ミュージカル・コメディ部門) | エレイン・メイ | ノミネート |
| 1971 | 全米脚本家組合賞           | 脚色賞 (コメディ部門)                   | エレイン・メイ | ノミネート |